# Aristide Caradja
Aristide Caradja (n. 28 septembrie 1861, Dresda, Regatul Saxoniei – d. 29 mai 1955, București, România) a fost un entomolog și jurist român, membru al Academiei Române (din 1948).
A fost și membru de onoare al Academiei de Științe din România începând cu 21 decembrie 1935.

## Biografie

### Familie
Familia din care provenea Aristide Caradja era una nobilă, de origine greco-bizantină (fanariotă), ai cărei membri au ocupat de-a lungul timpului importante funcții în cadrul Imperiului Otoman, unii dintre ei fiind domnitori ai Țării Românești în perioada fanariotă. A trăit o mare parte a vieții sale pe domeniul sau din Grumăzești. Aici a studiat și a colecționat o vestită colecție de fluturi care astăzi se află la Muzeul „Grigore Antipa” din București.
Colecția lui de fluturi număra aproximativ 120.000 exemplare, între care sunt circa 3.000 de tipuri de diverse categorii, constituind un tezaur de însemnătate mondială. Întregul material a fost colectat cu ocazia expedițiilor științifice întreprinse în Asia Centrală, China, Tibet, Pamir, Siberia orientală, Asia Mică, Palestina, Algeria, Sicilia, Spania, America de Sud, Dobrogea, sau care se găseau în colecții particulare (H. Hone și alții) ce i se trimiteau pentru studii, iar altele pe care Caradja le-a achiziționat (Hedemann, Zimmermann, Wocke, J. Mân, Max Korb etc.) sau au provenit din expediții științifice subvenționate parțial de Caradja.

### Activitate științifică
Activitatea științifică a lui Aristide Caradja începe în 1893, cu o lucrare ce se ocupă de lepidopterele din departamentul Haute-Garonne (Franța). O altă lucrare importantă de tinerețe Die Grossechmetterlinge des Konigreiches Rumanien (Viena 1896), conține numeroase observații ecologice și noi localități de colectare pentru numeroase specii de lepidoptere din România.
În 1899 și 1901 publică cel mai complet catalog al microlepidopterelor cunoscute până atunci în România, urmat până în 1905, de încă trei suplimente. Între 1910–1920, publică la Dresda trilogia Bietrag zur Kenntnis uber die Geographische Verbreitung den Pyraliden, Tortriciden und Mikrolepidopteren („Contribuții la cunoașterea distribuției geografice a piralidelor, tortricidelor și microlepidopterelor”).
În anul 1925 apare un studiu de proporții mari Uber Chinas Pyraliden, Tortriciden, Tineidennebst kurze Betrachtungen, zu denen das Studium dieser Fauna Veranlassung gibt, însoțit de o schiță biogeografică.
La baza valoroasei lucrări stă importantul material despre microlepidoptere din colecția Hermann Hone, colectat de acesta din China, între anii 1917–1923. Caradja a descoperit în acest material 325 de specii necunoscute pentru China și 91 specii cu totul noi pentru știință. Multe specii sunt însoțite de observații critice și indicația răspândirii geografice de pe glob.
Caradja ridică în acesta lucrare multe probleme interesante pentru zoologi, botaniști, geologi, geografi, paleoclimatologi, așa cum sunt: mutațiile, schimbarea polilor globului în conformitate cu teoria pendulară, influența mediului asupra formării speciilor, înrudirea lor filogenetică, existența liniilor de forță care influențează schimbarea formelor, considerații paleogeografice și paleoclimatice.
În perioadă 1928–1934 Caradja se ocupă și de studierea fluturilor colectați personal sau de alți colecționari români pe litoralul românesc și bulgăresc al Mării Negre, publicând șase lucrări în care enumera speciile întâlnite cu date importante biogeografice.
În perioadă 1931–1935 Caradja a mai dat la iveală lucrări în care-și precizează și conturează concluziile biogeografice și filogenetice privind originea și răspândirea faunei de lepidoptere din Eurasia, bazându-se pe cunoașterea biocenozelor răspândite în biotopuri diferite.
Cunoașterea raselor locale, a relictelor, a formelor arhaice etc., în legătură cu considerațiile teoretice ale zoologiei, botanicii, paleontologiei, paleografiei și paleoclimatologiei. Caradja ajunge la concluzia că locul de origine al lepidopterelor din toată lumea este Asia Centrală și Orientală, care corespunde vechiului continent Angara, continent pe care îl consideră și leagănul omului primitiv (Sinanthropus pekinensis).
Între anii 1934–1939 Caradja se dedică exclusiv studierii noului material de microlepidoptere pe care îl primise din China, care azi face faimă colecției sale și publică în colaborare cu Ed Meyrick, marele specialist de la British Museum, 22 lucrări despre microlepidopterele din nord-vestul Chinei provenite din expediția lui Sven Hedin (1934) sau H. Hone în provincia Kwangtung (1933), Kiangsu, Chekian (1936), Yulinghan (1938), Taspeishan (1938) din Atuntse și Yunanul de Nord (1938), din valea Yangtse la Batang (1939), Kuantun din provincia Fukien (1939).

### Filozoful Aristide Caradja
Gândirea filozofică despre univers a lui Aristide Caradja se găsește în lucrarea Meine Weltanschauung („Convingerea mea”) apărută în anul 1937. În această lucrare el combate teoriile, după care universul este un sistem sferic închis, emise de Einstein, Eddington, Planck. Caradja nu credea în ideea „morții termice”, în degradarea totală termodinamică din Univers. El susține că nucleul atomic și Universul sunt construite după același model și că o singură lege guvernează atât micro cât și macrocosmosul. El consideră Universul întreg ca având structura unei supra-nebuloase spirale, iar orologiul Universului în veșnică mișcare.
În Grumăzești dăinuiește și astăzi conacul construit de Caradja, situat în mijlocul unui mic parc dendrologic constituit din arbori seculari de stejar, frasin, carpen, castan, tei, dar și alte specii rare de arbori și arbuști aduși din întreaga lume. Casa are un singur nivel, cu o terasă largă în fața unui salon mare, din care se deschid intrările în celelalte încăperi. Domeniul a fost revendicat de către moștenitorii acestuia, din Germania, care au fost puși în posesie în urma unui proces de retrocedare. Conacul Caradja se află în stare de degradare, având secțiuni din tavan prăbușite. Primăria Grumăzești a instalat camere de supraveghere pentru a preveni intrarea ilegală în incintă.

## Distincții
- Ordinul Muncii clasa a II-a (13 noiembrie 1951)[8]